# Nahariya
Nahariya este un oraș în Israel, pe malul Mării Mediterane, este situat la 34 km nord de Haifa și respectiv 9 km nord de Acra, orașul este aproape de granița cu Libanul.

## Personalități născute aici
- Aviad Neiger (n. 1976), rabin antisionist;
- Viktor Țîhankov (n. 1997), fotbalist ucrainean.